# Targionia parayuccarum
Targionia parayuccarum är en insektsart som beskrevs av Abraham Munting 1965. Targionia parayuccarum ingår i släktet Targionia och familjen pansarsköldlöss. Inga underarter finns listade i Catalogue of Life.